# Marion Niederländer

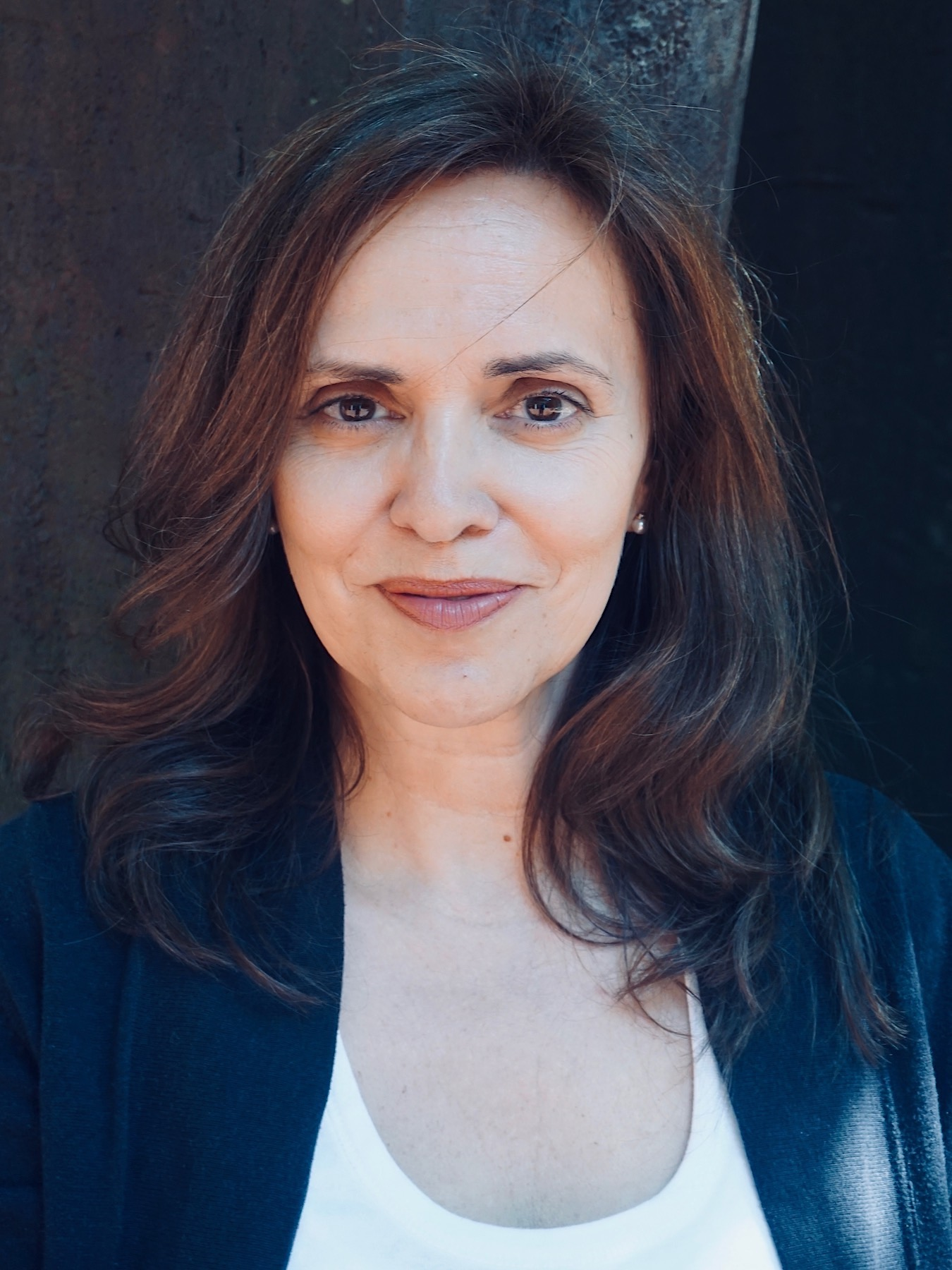
Marion Niederländer (2020)

Marion Niederländer (* 1966 in München) ist eine deutsche Schauspielerin.

## Leben
Marion Niederländer wurde in München geboren, zog als Kleinkind ins mittelfränkische Greding, da ihr Vater dort als Ingenieur an die Wehrtechnische Dienststelle berufen wurde. Nebenbei betrieb die Familie die Krinoline auf dem Oktoberfest. Sie besuchte das musische Gabrieli-Gymnasium mit angeschlossenem Internat in Eichstätt. Nach dem Abitur studierte sie zwischen 1987 und 1991 Schauspiel an der Hochschule für Musik und Darstellende Kunst in Frankfurt am Main unter der Leitung von Peter Iden. Es folgten Engagements an das Residenztheater München, Stadttheater Ingolstadt, Stadttheater Trier, Markgrafentheater Erlangen und viele Jahre an der Schauburg München. Sie spielte u. a. Hauptrollen in William Shakespeares „Sommernachtstraum“ (Hermia), in Georg Büchners „Woyzeck“ (Marie), in Frank Wedekinds „Frühlingserwachen“ (Wendla), die Josefa „Im Spiel der Sommerlüfte“ von Arthur Schnitzler, sowie zeitgenössische Stücke wie „Katzelmacher“ (Rosie) von Rainer Werner Fassbinder, „Gerettet“ (Mary) von Edward Bond, das Erfolgsstück „Gott des Gemetzels“ (Veronique) von Yasmina Reza und das Solo „Penny Lane“ (Susanna) von und mit dem österreichischen Autor und Regisseur Gabriel Barylli. In der Schauburg spielte und sang sie in vielen Musiktheater-Produktionen des Regisseurs und Bühnenbildners Peer Boysen und des Komponisten Toni Matheis. Für „Il Parnaso confuso“ von Christoph Willibald Gluck wirkte Marion Niederländer erstmals im Ensemble der Pocket Opera Company Nürnberg mit. 2015/16 führte sie im Theatersommer Neubiberg und im „Theater…und sofort“ in München die Regie der Produktion „Gretchen 89ff“ von Lutz Hübner.
Seit einigen Jahren ist sie in verschiedenen Instituten als Schauspieldozentin tätig. Sie lebt in München.

## Theaterengagements
- 1991–1992: Residenztheater München
- 1992–1993: Stadttheater Ingolstadt
- 1993: Stadttheater Trier
- 1993–1995: Markgrafentheater Erlangen
- 1995–2001: Schauburg München (Theater der Jugend der Kammerspiele München)
- 2002–2021: Schauburg München, Pocket Opera Nürnberg, Theater Viel Lärm um Nichts München, TamS-Theater München, Altstadttheater Ingolstadt, Theater Belacqua Wasserburg, Torturmtheater Sommerhausen, Landestheater Tübingen, Schaubühne München, Theater Fisch & Plastik München, Junges Schauspiel Ensemble München, Lustspielhaus München, Kultur auf Rädern München, Meta Theater Moosach, Das Schloss München

## Filmografie (Auswahl)
- 2001: Fränkische Einsamkeit
- 2002: Open Hearts
- 2004: Bayerische Bäuerin
- 2004: Besser gehts nie
- 2006: Unter Verdacht: Ein neues Leben
- 2009–2025: Aktenzeichen XY … ungelöst
- 2010: Jungs
- 2010: Die Rosenheim-Cops
- 2010: Lindenstraße
- 2012: Forsthaus Falkenau
- seit 2013: Dahoam is Dahoam
- 2013: Hubert und Staller
- 2013: SOKO München
- 2014: Monaco 110
- 2017: Bier Royal
- 2017: Hubert und Staller
- 2018: This is where I meet you
- 2018: Die Chefin
- 2018: Die Rosenheim-Cops
- 2019: Todsicher – ein fränkischer Krimi
- 2024: Neue Geschichten vom Pumuckl

## Synchron (Auswahl)
- 19xx: The book of life
- 2010: Gormenghast
- 2013: Philomena
- 2015: Bosch
- 2015: Paris Follies
- 2015: Olive Kitteridge
- 2015–2016: Game of Thrones
- 2017: Once upon a time
- 2017: 12 Monkeys
- 2018: Outlander
- 2019: For all Mankind
- 2019: Arrow

## Hörspiele (Auswahl)
- 1997: Katharina Kühl: Weihnachten auf freier Strecke (Verkäuferin) – Regie: Eva Demmelhuber (Hörspielbearbeitung, Kinderhörspiel – BR)
- 1998: Georg K. Berres: Wer ist der Täter? Kriminalfälle zum Mitraten (Folge: Marodeure) (Liesel) – Moderation, Bearbeitung und Regie: Erwin Weigel (Original-Hörspiel, Kurzhörspiel, Kriminalhörspiel, Rätselsendung – BR)
- 1999: Tom Blaffert: Wer ist der Täter? Kriminalfälle zum Mitraten (Folge: Die Gunst der Stunde) (Frederike) – Moderation, Bearbeitung und Regie: Erwin Weigel (Originalhörspiel, Kurzhörspiel, Kriminalhörspiel, Rätselsendung – BR)
- 2006: Das Bernsteinzimmer
- 2006: Im Auftrag des Tigers